# Trae Young
Rayford Trae Young (Lubbock, Texas, 19 de setembre de 1998) és un jugador de bàsquet nord-americà que pertany a la plantilla dels Atlanta Hawks de l'NBA. Fa 1,85 metres d'alçada i juga a la posició de base.

## Trajectòria esportiva

### Primers anys
Young va assistir a la Norman North High School a Norman (Oklahoma), durant la seva temporada sènior va fer una mitjana de 42,6 punts, 4,1 assistències i 5,8 rebots per partit, sent considerat el segon millor base del país per l'ESPN i el tercer per 247Sports i Scout.com. Va ser seleccionat per disputar el McDonald's All-American Game, sent el quart jugador que acabaria jugant amb els Oklahoma Sooners a participar en aquest esdeveniment, unint-se a Blake Griffin, Wayman Tisdale i Jeff Webster.

### Universitat

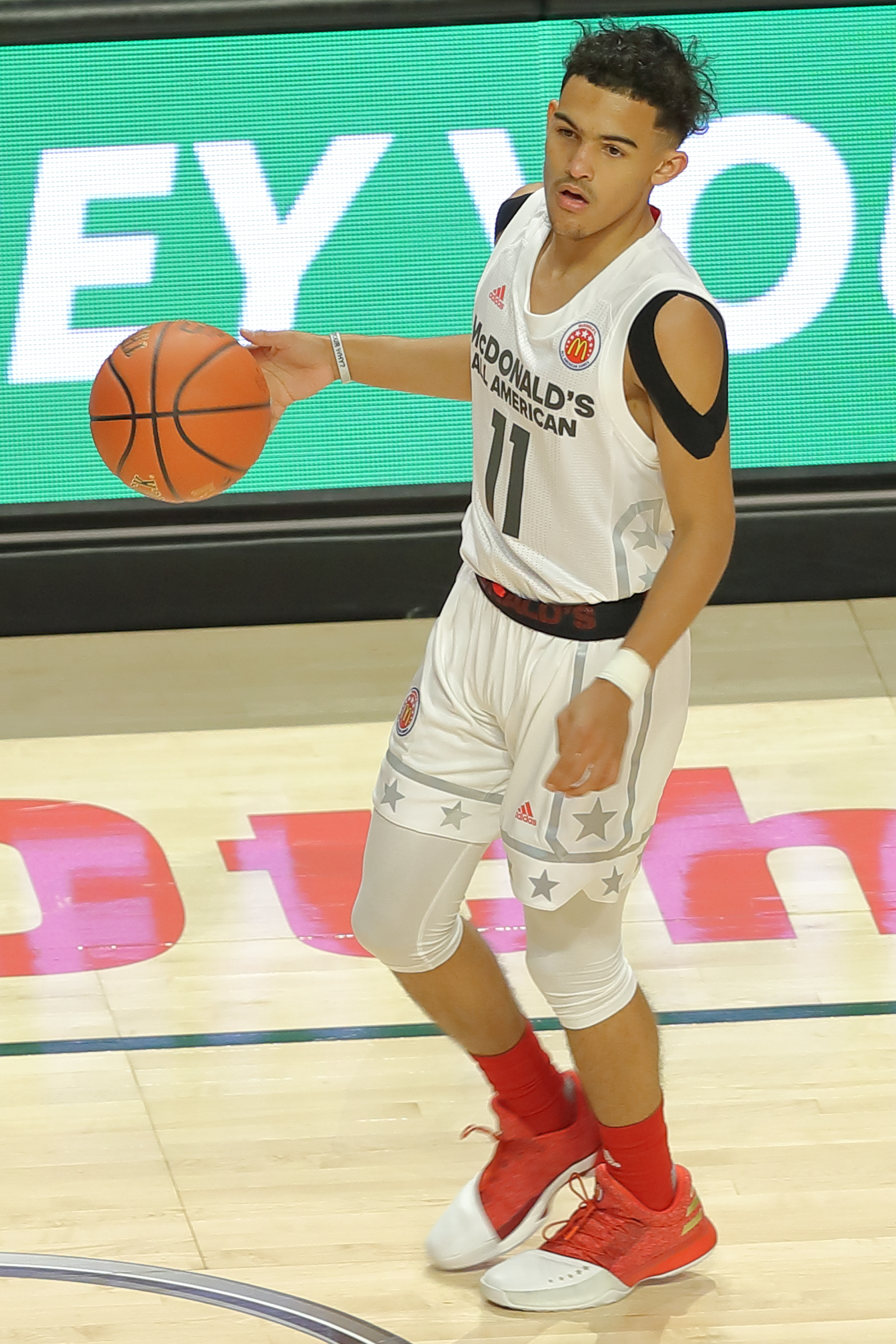
Young al McDonald's All-American Game de 2017.

Va jugar una temporada amb els Sooners de la Universitat d'Oklahoma. Va fer una mitjana de 27,4 punts, 8,7 assistències, 3,9 rebots i 1,7 robatoris de pilota per partit. Al final de la temporada, Young va liderar el país en diverses estadístiques, com a assistències (271), punts (848), punts per partit (27,4) i assistències per partit (8,7) encara que també en nombre de pèrdues de pilota (161). Va ser el guanyador del Premi USBWA al Freshman Nacional de l'Any. Va ser triat també Rookie de l'any i inclòs en el millor quintet de la Big 12 Conference, a més de ser triat All-American per consens.
Després de la finalització del Torneig de la NCAA 2018, va anunciar la seva intenció de renunciar als tres anys d'universitat que li quedaven i presentant-se al Draft de l'NBA, on apareixia com un possible primera ronda.

#### Estadístiques
| * | Líder de la Division I de la NCAA |

| Any     | Equip    | PJ | PT | MPP  | %TC  | %3   | %TL  | RPP | APP  | ROB | TPP | PPP   |
| ------- | -------- | -- | -- | ---- | ---- | ---- | ---- | --- | ---- | --- | --- | ----- |
| 2017–18 | Oklahoma | 32 | 32 | 35.4 | .423 | .361 | .861 | 3.9 | 8.7* | 1.7 | .3  | 27.4* |

### Professional
Va ser triat en la cinquena posició del Draft de l'NBA pels Dallas Mavericks, però va ser traspassat aquella mateixa nit a Atlanta Hawks juntament amb una futura primera ronda del draft protegida a canvi de Luka Dončić.
Titular indiscutible des de la seva arribada a Atlanta, el 21 d'octubre de 2018, en el seu tercer partit, va anotar 35 punts i 11 assistències en la victòria davant Cleveland Cavaliers. El 19 de novembre, va repartir 17 assistències davant Los Angeles Clippers. El 27 de febrer, va registrar 36 punts i 10 assistències contra Minnesota Timberwolves. I l'1 de març, va aconseguir el seu sostre de la temporada amb 49 punts i 16 assistències davant els Chicago Bulls.
En la seva segona temporada, el 24 d'octubre de 2019, Young va anotar 38 punts en la victòria contra Detroit Pistons. El 29 de novembre, de nou va aconseguir els 49 davant Indiana Pacers. El 23 de gener de 2020, va ser seleccionat pel All-Star Game de 2020 celebrat a Chicago. El 26 de gener, va fer 45 punts i 14 assistències contra Washington Wizards. Quatre dies després, va arribar als 39 punts i va establir el seu rècord personal de 18 assistències davant Philadelphia 76ers. El 9 de febrer, va anotar 48 punts i va repartir 13 assistències davant els Knicks. El 20 de febrer, va registrar el seu rècord personal d'anotació amb 50 punts davant Miami Heat, incloent 8 triples.
Durant la seva tercera temporada, el 21 d'abril de 2021, davant els New York Knicks pateix un esquinç en el turmell esquerre, cosa que el mantindria allunyat de la pista uns quants partits. El 14 de juny, al quart partit de semifinals de conferència davant els Sixers, va repartir 18 assistències, sent el seu millor registre als playoffs. El 23 de juny, en el primer partit de finals de conferència davant els Bucks, va fer 48 punts i 11 assistències, sent el primer jugador dels Hawks a aconseguir més de 40 punts i 10 assistències en postemporada.
El 2 d'agost de 2021, aconsegueix una extensió de contracte amb els Hawks per $207 milions i 5 anys.

## Internacional
Young va ser part del combinat nacional dels Estats Units Sub-18 que va guanyar la medalla d'or al Campionat FIBA Américas de 2016 disputat a Valdivia, Xile.

## Estadístiques de la seva carrera en l'NBA

### Temporada regular
| Any      | Equip    | PJ  | PT  | MPP  | %TC  | %3   | %TL  | RPP | APP  | ROB | TPP | PPP  |
| -------- | -------- | --- | --- | ---- | ---- | ---- | ---- | --- | ---- | --- | --- | ---- |
| 2018-19  | Atlanta  | 81  | 81  | 30.9 | .418 | .324 | .829 | 3.7 | 8.1  | .9  | .2  | 19.1 |
| 2019-20  | Atlanta  | 60  | 60  | 35.3 | .437 | .361 | .860 | 4.3 | 9.3  | 1.1 | .1  | 29.6 |
| 2020-21  | Atlanta  | 63  | 63  | 33.7 | .438 | .343 | .886 | 3.9 | 9.4  | .8  | .2  | 25.3 |
| Total    | Total    | 204 | 204 | 33.1 | .431 | .343 | .861 | 3.9 | 8.9  | .9  | .2  | 24.1 |
| All-Star | All-Star | 1   | 1   | 15.8 | .400 | .333 | –    | 3.0 | 10.0 | .0  | .0  | 10.0 |

| Any   | Equip   | PJ | PT | MPP  | %TC  | %3   | %TL  | RPP | APP | ROB | TPP | PPP  |
| ----- | ------- | -- | -- | ---- | ---- | ---- | ---- | --- | --- | --- | --- | ---- |
| 2021  | Atlanta | 16 | 16 | 37.7 | .418 | .313 | .866 | 2.8 | 9.5 | 1.3 | .0  | 28.8 |
| Total | Total   | 16 | 16 | 37.7 | .418 | .313 | .866 | 2.8 | 9.5 | 1.3 | .0  | 28.8 |

## Vida personal
Trae Young té tres germans petits: Caitlyn, Camryn i Timothy. El seu pare, Rayford, va jugar a bàsquet a la Texas Tech University. Young es reconeix com a cristià.